# جهان‌نامه
جهان‌نامه کتاب جغرافی نوشته محمد بن نجیب بکران از ابتدای سده هفتم هجری است.
جهان‌نامه نوشته محمد بن نجیب بکران (خراسانی) در سال ۶۰۵ هجری قمری، در زمان سلطان علاءالدین خوارزمشاه نوشته شده است. نسخه‌هایی از این کتاب از دهه ۱۸۶۰ میلادی شناخته شد و اطلاعاتی درباره آن ضمن نوشته‌های خاورشناسان انتشار یافت. در سال ۱۹۶۰ یو.ا. بورشچفسکی خاورشناس روس نسخه خطی موجود در انستیتو خاورشناسی مسکو را همراه با نسخه خطی ناقص موجود در کتابخانه پاریس به صورت عکسی در مسکو به چاپ رساند. متن ویرایش شده جهان‌نامه بر اساس چاپ عکسی مسکو در سال ۱۳۴۲ به ویرایش دکتر محمدامین ریاحی در تهران انتشار یافت.
محمدامین ریاحی ویراستار جهان‌نامه در مقدمه می‌نویسد: «این کتاب هم از نظر زبان فارسی بعنوان یک متن کهن بازمانده از سده هفتم برای دوستداران و پژوهشگران زبان فارسی گرامی است و هم از رهگذر جغرافیای تاریخی و اشتمال بر نوادر اطلاعات از اجتماع هشتصد سال پیش ایران است … ارجمندترین مطالب جهان‌نامه آنجاست که نویسنده مواد لازم را از سر زبانها گرفته و هر نکته را با کلمه گویند بیان کرده است. این شیوه شاید بظاهر گاهی از ارزش تحقیقی کتاب بکاهد اما در عوض آن را گنجینه‌ای از روایات شفاهی قرار می‌دهد و بعنوان اطلاعاتی ناگفته و نانوشته و از نظر آگاهی بر افکار و معتقدات عامه مردم آن روزگار بسیار ارجدار است.»